# Campanha de Moçambique
A Campanha de Moçambique (1914-1918) foi um conjunto de acções bélicas conduzidas no contexto da Primeira Guerra Mundial pelo Exército Português, no norte de Moçambique contra as Schutztruppe da África Oriental Alemã.
As Schutztruppe eram uma força então comandada pelo general Paul Emil von Lettow-Vorbeck. Da campanha resultou a manutenção da soberania portuguesa na região do rio Rovuma e a devolução do Triângulo de Quionga.